# West Ham United
West Ham United (offiziell West Ham United Football Club) – auch bekannt als The Irons oder The Hammers – ist ein englischer Profi-Fußballverein in Stratford, einem Stadtteil des im East End von London gelegenen Stadtbezirks London Borough of Newham. Von 1904 bis 2016 trug der Verein seine Heimspiele über 112 Jahre im Upton Park (Boleyn Ground) aus. Seit der Saison 2016/17 sind die Hammers im umgebauten London Stadium beheimatet. Auswärtige Trainingsplätze liegen bei Chadwell Heath und Rush Green.

## Geschichte

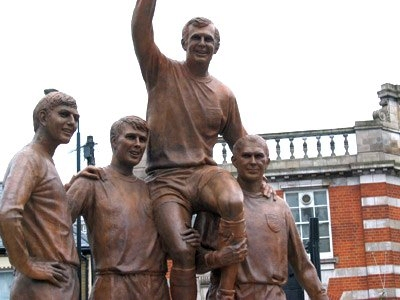
Statue vor dem Stadion mit herausragenden West-Ham-Spielern (v. l. n. r.): Martin Peters, Geoff Hurst, Bobby Moore, Ray Wilson

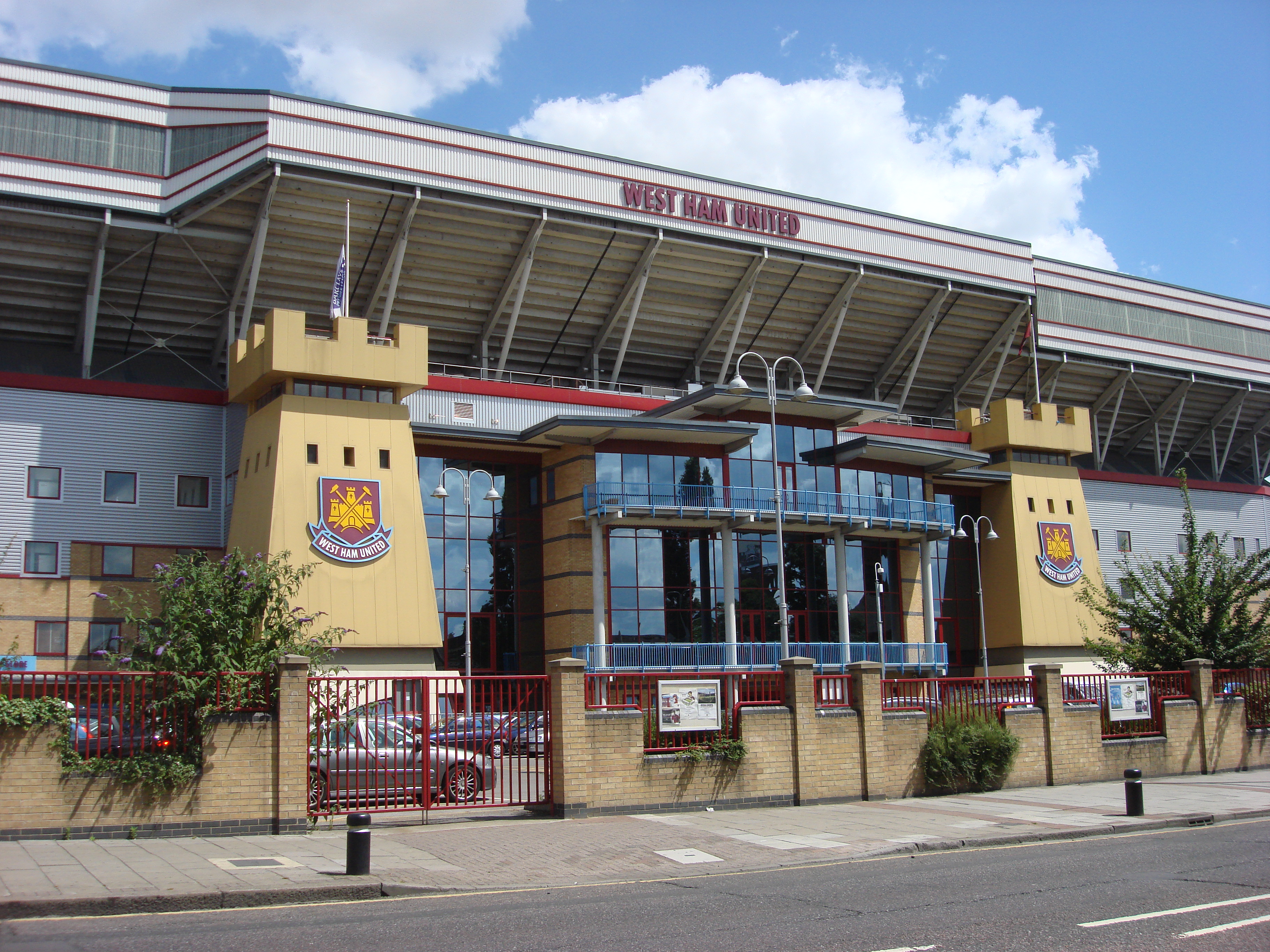
Eingang zum Alpari-Stand an der Green Street

Der Verein wurde 1895 als „Thames Ironworks F.C.“ gegründet. Die Thames Ironworks and Shipbuilding and Engineering Company war eine Werft an der Themse in West Ham, damals zur Grafschaft Essex und seit 1965 zu London gehörend. Es handelte sich um eine Art Betriebssportmannschaft. Gründer waren der Werfteigner Arnold Hills und der Vorarbeiter Dave Taylor. Zunächst spielte Thames Ironworks in der örtlichen London League, 1899 gelangte man in die Southern League Second Division. Nachdem der Verein sich 1900 in eine Gesellschaft umgewandelt hatte, wurde er in „West Ham United“ umbenannt.
Der erste Aufstieg in die höchste englische Spielklasse gelang 1923. Seitdem gewann West Ham dreimal den FA Cup (1964, 1975 und 1980) und erreichte noch zweimal (1923 und 2006) das Endspiel. 1965 gewann man im Finale des Europapokals der Pokalsieger im Wembley-Stadion gegen den TSV 1860 München mit 2:0 – für lange Zeit der einzige internationale Titel. Die höchste Platzierung in der früheren First Division war ein dritter Platz. In der Saison 2002/03 stieg die Mannschaft ab; der Wiederaufstieg misslang mit einer Niederlage gegen Crystal Palace. In der Saison 2004/05 gelang jedoch als Tabellensechster über die Play-offs die Rückkehr in die Premier League, und man hielt in der Folgesaison mit dem neunten Platz die Klasse.
Der Verein geriet 2008 in die internationalen Schlagzeilen, als er bekannt gab, den bekennenden Faschisten Paolo Di Canio (von 1999 bis 2003 selbst West-Ham-Spieler) als Trainer gewinnen zu wollen. 
2011 stieg der Verein erneut ab. In der Football League Championship 2011/12 wurden die „Hammers“ Dritter, nachdem sie im Herbst die meiste Zeit den ersten Platz belegt hatten, und qualifizierten sich für die Play-offs, in denen sie Cardiff City mit 5:0 (2:0 Hin- bzw. 3:0 Rückspiel) schlugen. Das Play-off-Finale am 19. Mai gegen Blackpool im Londoner Wembley-Stadion gewann West Ham mit 2:1 und stieg in die Premier League auf und hielt in der Folgesaison dort als Zehnter die Klasse. Eine Saison später war man Ende Januar wegen vieler Verletzungen Tabellenletzter, konnte aber nach einigen starken Leistungen wieder im Mittelfeld der Tabelle Fuß fassen und belegte schließlich den 13. Rang. 
Nachdem man in den Spielzeiten sich regelmäßig im Mittelfeld aufhielt, belegte West Ham zur Saison 2015/16 den siebten Platz. Damit war der Klub erstmals zur Teilnahme an der Qualifikation zur UEFA Europa League berechtigt. In der 3. Runde setzte man sich gegen NK Domžale nach einer 1:2-Hinspielniederlage mit einem 3:0 im Rückspiel durch, verlor jedoch die Playoff-Runde gegen Astra Giurgiu. Dabei endete das Hinspiel mit 1:1 und das Rückspiel ging mit 0:1 verloren. 
Nach erneut mittelmäßigen Platzierungen musste West Ham in der Saison 2019/20 ordentlich um den Klassenerhalt zittern. Nach einem guten Start verloren die Hammers in weiterer Folge 18 von insgesamt 28 Spielen, die Punkteausbeute betrug hierbei gerade mal 20 Punkte. Im Schlussspurt schaffte West Ham mit acht Punkten aus den letzten vier Spielen aber noch den Klassenerhalt und belegte hierbei Platz 16, was der schlechtesten Platzierung seit acht Jahren entsprach. 
In der anschließenden Saison 2020/21 erlebte West Ham jedoch einen enormen Leistungsaufschwung. Man erreichte Platz 6 und qualifizierte sich so erstmals für die Europa League. Dort traf man in Gruppe H auf Dinamo Zagreb, den SK Rapid Wien und den KRC Genk. Mit 13 Punkten wurde West Ham Gruppensieger und erreichte ohne Umweg über die Zwischenrunde das Achtelfinale. Dort traf man auf den Europa-League-Rekordsieger FC Sevilla, der das Hinspiel mit 1:0 gewann. West Ham kam jedoch mit einem 2:0 im Rückspiel zurück und wagte den nächsten Schritt ins Viertelfinale. Dort traf man auf Olympique Lyon, gegen das man im Hinspiel 1:1 spielte. Mit einem 3:0-Auswärtssieg im Rückspiel ging es für West Ham weiter ins Halbfinale. Gegen den späteren Sieger des Wettbewerbs, die Eintracht Frankfurt, verlor man jedoch erst mit 1:2 und dann mit 0:1. 
Auch in der Saison 2021/22 hielt sich West Ham in der Liga gut und belegte dort Platz 7. Mit zwei Siegen gegen Viborg FF qualifizierten sich die Hammers mit einem Gesamtscore von 6:1 für die UEFA Europa Conference League. In Gruppe B blieb man gegen den RSC Anderlecht, Silkeborg IF und Steaua Bukarest makellos und stieg als Gruppensieger ins Achtelfinale auf. Mit einem Gesamtscore von 6:0 setzte sich West Ham mit zwei Siegen gegen AEK Larnaka durch. Im Viertelfinal-Hinspiel gegen KAA Gent kam West Ham erstmals nicht über ein Remis hinaus und spielte nur 1:1. Dafür wurde das Rückspiel mit 4:1 deutlich gewonnen. Gegen AZ Alkmaar setzte sich West Ham anschließend mit 2:1 sowie 1:0 durch und qualifizierte sich so fürs Finale. Dieses fand am 7. Juni 2023 in der Prager Fortuna Arena gegen die AC Florenz statt. West Ham entschied dieses Spiel mit einem späten Treffer zum 2:1 für sich und gewann so den zweiten Europacup-Titel in der Vereinsgeschichte. Der Sieg in der Conference League bedeutete die direkte Qualifikation für die nächste Ausgabe der Europa League. Zwischenzeitlich strauchelten die Londoner in der Liga und erreichten nur Platz 14. 
West Ham wurde in der Europa League der Gruppe A zugelost, wo man auf den SC Freiburg, Olympiakos Piräus und den TSC Bačka Topola traf. Der Verein konnte 15 Punkte holen und kürte sich damit zum Gruppensieger. Im Achtelfinale traf man erneut auf den SC Freiburg, dabei ging das Hinspiel erstmal mit 0:1 verloren. Mit einem 5:0-Kantersieg im Rückspiel konnte West Ham jedoch den Aufstieg ins Viertelfinale für sich entscheiden. Dort traf man mit Bayer 04 Leverkusen auf den nächsten deutschen Vertreter. Das Hinspiel ging mit 0:2 verloren, im Rückspiel reichte es nur zu einem 1:1. West Ham spielte in der Premier League 2023/24 zwar besser als in der Vorsaison, verpasste als Neuntplatzierter jedoch erstmals seit vier Jahren den Europapokal. 

## Nachwuchsarbeit – „The Academy of Football“

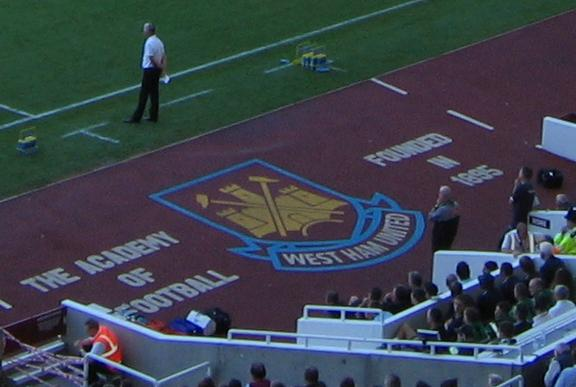
„Academy of Football“

West Ham United gilt als die Talentschmiede des englischen Fußballsports und bezeichnet sich selbst auch als „The Academy of Football“. Aktive und ehemalige Spieler wie Frank Lampard, Joe Cole, Michael Carrick, Glen Johnson, Jermain Defoe oder Rio Ferdinand stammen aus der Ausbildungsstätte.  
Uniteds berühmtester Akteur ist Bobby Moore: Der Kapitän der Weltmeisterelf 1966 genießt noch heute im ganzen Land Kultstatus. Auch Geoff Hurst und Martin Peters, die mit ihren Toren das Finale in Wembley für England entschieden, waren Spieler des Vereins. 

## Erfolge

### Nationale Erfolge
- FA Cup (3): 1963/64, 1974/75, 1979/80
- FA Community Shield (1): 1964
- Football League War Cup (1): 1939/40
- Football League Second Division (2): 1957/58, 1980/81
- FA Youth Cup (4): 1963, 1981, 1999, 2023
- Football League Championship Playoff-Sieger (2): 2004/05, 2011/12

### Internationale Erfolge
- Europapokal der Pokalsieger
  - Sieger (1): 1965
  - Finalist (1): 1976
- UEFA Europa Conference League
  - Sieger (1): 2023
- UEFA Intertoto Cup (1): 1999
- International Soccer League (1): 1963

## Europapokalbilanz
| Saison    | Wettbewerb                    | Runde                  | Gegner                   | Gesamt          | Hin            | Rück           |
| --------- | ----------------------------- | ---------------------- | ------------------------ | --------------- | -------------- | -------------- |
| 1964/65   | Europapokal der Pokalsieger   | Vorrunde               | KAA Gent                 | 2:1             | 1:0 (A)        | 1:1 (H)        |
| 1964/65   | Europapokal der Pokalsieger   | 1. Runde               | Spartak Prag             | 3:2             | 2:0 (H)        | 1:2 (A)        |
| 1964/65   | Europapokal der Pokalsieger   | 2. Runde               | FC Lausanne-Sport        | 6:4             | 2:1 (A)        | 4:3 (H)        |
| 1964/65   | Europapokal der Pokalsieger   | Halbfinale             | Real Saragossa           | 3:2             | 2:1 (H)        | 1:1 (A)        |
| 1964/65   | Europapokal der Pokalsieger   | Finale                 | TSV 1860 München         | 2:0             | 2:0 in London  | 2:0 in London  |
| 1965/66   | Europapokal der Pokalsieger   | 1. Runde               | Olympiakos Piräus        | 6:2             | 4:0 (H)        | 2:2 (A)        |
| 1965/66   | Europapokal der Pokalsieger   | Viertelfinale          | 1. FC Magdeburg          | 2:1             | 1:0 (H)        | 1:1 (A)        |
| 1965/66   | Europapokal der Pokalsieger   | Halbfinale             | Borussia Dortmund        | 2:5             | 1:2 (H)        | 1:3 (A)        |
| 1975/76   | Europapokal der Pokalsieger   | 1. Runde               | Lahden Reipas            | 5:2             | 2:2 (A)        | 3:0 (H)        |
| 1975/76   | Europapokal der Pokalsieger   | 2. Runde               | FC Ararat Jerewan        | 4:2             | 1:1 (A)        | 3:1 (H)        |
| 1975/76   | Europapokal der Pokalsieger   | Viertelfinale          | FC Den Haag ADO          | (a)5:5(a)       | 2:4 (A)        | 3:1 (H)        |
| 1975/76   | Europapokal der Pokalsieger   | Halbfinale             | Eintracht Frankfurt      | 4:3             | 1:2 (A)        | 3:1 (H)        |
| 1975/76   | Europapokal der Pokalsieger   | Finale                 | RSC Anderlecht           | 2:4             | 2:4 in Brüssel | 2:4 in Brüssel |
| 1980/81   | Europapokal der Pokalsieger   | 1. Runde               | Castilla CF              | 6:4             | 1:3 (A)        | 5:1 n. V. (H)  |
| 1980/81   | Europapokal der Pokalsieger   | 2. Runde               | FC Politehnica Timișoara | 4:1             | 4:0 (H)        | 0:1 (A)        |
| 1980/81   | Europapokal der Pokalsieger   | Viertelfinale          | Dinamo Tiflis            | 2:4             | 1:4 (H)        | 1:0 (A)        |
| 1999      | UEFA Intertoto Cup            | 3. Runde               | FC Jokerit               | 2:1             | 1:0 (H)        | 1:1 (A)        |
| 1999      | UEFA Intertoto Cup            | Halbfinale             | SC Heerenveen            | 2:0             | 1:0 (H)        | 1:0 (A)        |
| 1999      | UEFA Intertoto Cup            | Finale                 | FC Metz                  | 3:2             | 0:1 (H)        | 3:1 (A)        |
| 1999/2000 | UEFA-Pokal                    | 1. Runde               | NK Osijek                | 6:1             | 3:0 (H)        | 3:1 (A)        |
| 1999/2000 | UEFA-Pokal                    | 2. Runde               | Steaua Bukarest          | 0:2             | 0:2 (A)        | 0:0 (H)        |
| 2006/07   | UEFA-Pokal                    | 1. Runde               | US Palermo               | 0:4             | 0:1 (H)        | 0:3 (A)        |
| 2015/16   | UEFA Europa League            | 1. Qualifikationsrunde | FC Lusitanos             | 4:0             | 3:0 (H)        | 1:0 (A)        |
| 2015/16   | UEFA Europa League            | 2. Qualifikationsrunde | FC Birkirkara            | 1:1 (5:3 i. E.) | 1:0 (H)        | 0:1 n. V. (A)  |
| 2015/16   | UEFA Europa League            | 3. Qualifikationsrunde | Astra Giurgiu            | 3:4             | 2:2 (H)        | 1:2 (A)        |
| 2016/17   | UEFA Europa League            | 3. Qualifikationsrunde | NK Domžale               | 4:2             | 1:2 (A)        | 3:0 (H)        |
| 2016/17   | UEFA Europa League            | Play-offs              | Astra Giurgiu            | 1:2             | 1:1 (A)        | 0:1 (H)        |
| 2021/22   | UEFA Europa League            | Gruppenphase           | Dinamo Zagreb            | 2:1             | 2:0 (A)        | 0:1 (H)        |
| 2021/22   | UEFA Europa League            | Gruppenphase           | Rapid Wien               | 4:0             | 2:0 (H)        | 2:0 (A)        |
| 2021/22   | UEFA Europa League            | Gruppenphase           | KRC Genk                 | 5:2             | 3:0 (H)        | 2:2 (A)        |
| 2021/22   | UEFA Europa League            | Achtelfinale           | FC Sevilla               | 2:1             | 0:1 (A)        | 2:0 n. V. (H)  |
| 2021/22   | UEFA Europa League            | Viertelfinale          | Olympique Lyon           | 4:1             | 1:1 (H)        | 3:0 (A)        |
| 2021/22   | UEFA Europa League            | Halbfinale             | Eintracht Frankfurt      | 1:3             | 1:2 (H)        | 0:1 (A)        |
| 2022/23   | UEFA Europa Conference League | Play-offs              | Viborg FF                | 6:1             | 3:1 (H)        | 3:0 (A)        |
| 2022/23   | UEFA Europa Conference League | Gruppenphase           | FCSB Bukarest            | 6:1             | 3:1 (H)        | 3:0 (A)        |
| 2022/23   | UEFA Europa Conference League | Gruppenphase           | Silkeborg IF             | 4:2             | 3:2 (A)        | 1:0 (H)        |
| 2022/23   | UEFA Europa Conference League | Gruppenphase           | RSC Anderlecht           | 3:1             | 1:0 (A)        | 2:1 (H)        |
| 2022/23   | UEFA Europa Conference League | Achtelfinale           | AEK Larnaka              | 6:0             | 2:0 (A)        | 4:0 (H)        |
| 2022/23   | UEFA Europa Conference League | Viertelfinale          | KAA Gent                 | 5:2             | 1:1 (A)        | 4:1 (H)        |
| 2022/23   | UEFA Europa Conference League | Halbfinale             | AZ Alkmaar               | 3:1             | 2:1 (H)        | 1:0 (A)        |
| 2022/23   | UEFA Europa Conference League | Finale                 | AC Florenz               | 2:1             | 2:1 in Prag    | 2:1 in Prag    |
| 2023/24   | UEFA Europa League            | Gruppenphase           | FK TSC                   | 4:1             | 3:1 (H)        | 1:0 (A)        |
| 2023/24   | UEFA Europa League            | Gruppenphase           | SC Freiburg              | 4:1             | 2:1 (A)        | 2:0 (H)        |
| 2023/24   | UEFA Europa League            | Gruppenphase           | Olympiakos Piräus        | 2:2             | 1:2 (A)        | 1:0 (H)        |
| 2023/24   | UEFA Europa League            | Achtelfinale           | SC Freiburg              | 5:2             | 0:1 (A)        | 5:1 (H)        |
| 2023/24   | UEFA Europa League            | Viertelfinale          | Bayer 04 Leverkusen      | 1:3             | 0:2 (A)        | 1:1 (H)        |

Gesamtbilanz: 89 Spiele, 51 Siege, 14 Unentschieden, 24 Niederlagen, 152:86 Tore (Tordifferenz +66)

## Kader der Saison 2024/25
Stand: 26. April 2025
| Nr.        | Nat.         | Name                    | Geburtstag  | im Verein seit | Vertrag bis |
| Tor        | Tor          | Tor                     | Tor         | Tor            | Tor         |
| ---------- | ------------ | ----------------------- | ----------- | -------------- | ----------- |
| 1          | Polen        | Łukasz Fabiański        | 18.04.1985  | 2018           | 2025        |
| 21         | England      | Wes Foderingham         | 14.01.1991  | 2024           | 2026        |
| 23         | Frankreich   | Alphonse Aréola         | 27.02.1993  | 2022           | 2027        |
| Abwehr     |              |                         |             |                |             |
| 3          | England      | Aaron Cresswell         | 15.12.1989  | 2014           | 2025        |
| 5          | Tschechien   | Vladimir Coufal         | 22.08.1992  | 2020           | 2025        |
| 15         | Griechenland | Konstantinos Mavropanos | 11.12.1997  | 2023           | 2028        |
| 25         | Frankreich   | Jean-Clair Todibo       | 30.12.1999  | 2024           | 2025        |
| 26         | England      | Max Kilman              | 23..05.1997 | 2024           | 2031        |
| 29         | England      | Aaron Wan-Bissaka       | 26.11.1997  | 2024           | 2031        |
| 33         | Italien      | Emerson                 | 03.08.1994  | 2022           | 2026        |
| 57         | England      | Oliver Scarles          | 12.12.2005  | 2025           | 2028        |
|            | England      | Ezra Mayers             | 16.01.2007  | 2024           |             |
| Mittelfeld |              |                         |             |                |             |
| 4          | Spanien      | Carlos Soler            | 02.01.1997  | 2024           | 2025        |
| 8          | England      | James Ward-Prowse       | 01.11.1994  | 2023           | 2027        |
| 10         | Brasilien    | Lucas Paquetá           | 27.08.1997  | 2022           | 2027        |
| 14         | Ghana        | Mohammed Kudus          | 02.08.2000  | 2023           | 2028        |
| 17         | Brasilien    | Luis Guilherme          | 09.02.2006  | 2024           | 2029        |
| 19         | Mexiko       | Edson Álvarez           | 24.10.1997  | 2023           | 2028        |
| 24         | Argentinien  | Guido Rodríguez         | 12.04.1994  | 2024           | 2027        |
| 28         | Tschechien   | Tomáš Souček            | 27.02.1995  | 2020           | 2027        |
| 39         | Schottland   | Andy Irving             | 13.05.2000  | 2023           | 2026        |
| Sturm      |              |                         |             |                |             |
| 7          | Niederlande  | Crysencio Summerville   | 30.10.2001  | 2024           | 2029        |
| 9          | Jamaika      | Michail Antonio         | 28.03.1990  | 2015           | 2025        |
| 11         | Deutschland  | Niclas Füllkrug         | 09.02.1993  | 2024           | 2028        |
| 18         | England      | Danny Ings              | 23.07.1992  | 2023           | 2025        |
| 20         | England      | Jarrod Bowen            | 20.12.1996  | 2020           | 2030        |
| 34         | Irland       | Evan Ferguson           | 19.10.2004  | 2025           | 2025        |

## Trainer
| Trainer                   | Nationalität | Zeitraum  | Spiele | Gewonnen | Unentschieden | Niederlagen | Siege in % |
| ------------------------- | ------------ | --------- | ------ | -------- | ------------- | ----------- | ---------- |
| Syd King                  | England      | 1901–1932 | 638    | 248      | 146           | 244         | 38,9       |
| Charlie Paynter           | England      | 1932–1950 | 480    | 198      | 116           | 166         | 41,3       |
| Ted Fenton                | England      | 1950–1961 | 483    | 192      | 107           | 184         | 39,8       |
| Ron Greenwood             | England      | 1961–1974 | 613    | 215      | 165           | 233         | 35,1       |
| John Lyall                | England      | 1974–1989 | 708    | 277      | 176           | 255         | 39,1       |
| Lou Macari                | Schottland   | 1989–1990 | 38     | 14       | 12            | 12          | 36,8       |
| Ronnie Boyce (interim)    | England      | 1990      | 1      | 0        | 1             | 0           | 0          |
| Billy Bonds               | England      | 1990–1994 | 227    | 99       | 61            | 67          | 43,6       |
| Harry Redknapp            | England      | 1994–2001 | 327    | 121      | 85            | 121         | 37,0       |
| Glenn Roeder              | England      | 2001–2003 | 86     | 27       | 23            | 36          | 31,4       |
| Trevor Brooking (interim) | England      | 2003      | 13     | 9        | 3             | 1           | 69,2       |
| Alan Pardew               | England      | 2003–2006 | 163    | 67       | 38            | 58          | 41,1       |
| Alan Curbishley           | England      | 2006–2008 | 71     | 28       | 14            | 29          | 39,4       |
| Kevin Keen (interim)      | England      | 2008      | 1      | 0        | 0             | 1           | 0          |
| Gianfranco Zola           | Italien      | 2008–2010 | 80     | 23       | 21            | 36          | 28,8       |
| Avram Grant               | Israel       | 2010–2011 | 47     | 15       | 12            | 20          | 31,9       |
| Kevin Keen (interim)      | England      | 2011      | 1      | 0        | 0             | 1           | 0          |
| Sam Allardyce             | England      | 2011–2015 | 181    | 68       | 46            | 67          | 37,6       |
| Slaven Bilić              | Kroatien     | 2015–2017 | 111    | 42       | 30            | 39          | 37,8       |
| David Moyes               | Schottland   | 2017–2018 | 31     | 9        | 10            | 12          | 29,0       |
| Manuel Pellegrini         | Chile        | 2018–2019 | 64     | 24       | 11            | 29          | 37,5       |
| David Moyes               | Schottland   | 2019–2024 | 231    | 103      | 45            | 83          | 44,6       |
| Julen Lopetegui           | Spanien      | 2024–2025 | 22     | 7        | 5             | 10          | 31,8       |
| Graham Potter             | England      | 2025–0000 | 0      | 0        | 0             | 0           | 0          |

## Rekordspieler
| Einsätze 1. 799 Billy Bonds 1967–1990 2. 674 Frank Lampard senior 1967–1985 3. 646 Bobby Moore 1958–1974 4. 635 Trevor Brooking 1967–1984 5. 600 Alvin Martin 1977–1996 6. 548 Jimmy Ruffell 1921–1937 7. 505 Steve Potts 1985–2002 8. 505 Vic Watson 1920–1935 9. 502 Geoff Hurst 1959–1972 10. 467 Jim Barrett senior 1924–1938 |  | Tore 1. 326 Vic Watson 1920–1935 2. 252 Geoff Hurst 1959–1972 3. 166 John Dick 1953–1963 4. 166 Jimmy Ruffell 1921–1937 5. 146 Tony Cottee 1983–1988/1994–96 6. 107 Johnny Byrne 1961–1967 7. 104 Bryan Robson 1970–1974/1976–79 8. 102 Trevor Brooking 1967–1984 9. 100 Malcolm Musgrove 1953–1963 10. 100 Martin Peters 1962–1970 |

## Wappen und Farben
Die Farben des Vereins sind bordeauxrot und (hell-)blau (Claret and Blue).
Das Wappen des Vereins Thames Ironworks F.C. bestand zunächst lediglich aus zwei gekreuzten Hämmern – ein Hinweis auf die Werft. Etwa 1903/04 kam die Darstellung einer Burg hinzu. Es repräsentiert das nahe gelegene „Green Street House“, ein prominentes Bauwerk jener Gegend, das auch als „Boleyn Castle“ bekannt ist und dem auch das Stadion seinen Zweitnamen Boleyn Ground verdankt.
Mit dem Umzug in das Londoner Olympiastadion wurde ein neues Vereinswappen in einer Internetabstimmung gewählt, das wieder ohne die Burg auskommt.

Das Wappen 1998–2016

### Trikotsponsoren
| Dauer     | Sponsor         |
| --------- | --------------- |
| 1983–1989 | AVCO Trust      |
| 1989–1993 | BAC Windows     |
| 1993–1997 | Dagenham Motors |
| 1998–2003 | Dr. Martens     |
| 2003–2007 | JobServe        |
| 2007–2008 | XL.com          |
| 2008–2013 | SBOBET          |
| 2013–2014 | Alpari          |
| seit 2015 | betway          |

### Ausrüster
| Dauer     | Ausstatter |
| --------- | ---------- |
| 1976–1980 | Admiral    |
| 1980–1987 | adidas     |
| 1987–1989 | Scoreline  |
| 1989–1993 | Bukta      |
| 1993–1999 | Pony       |
| 1999–2003 | Fila       |
| 2003–2007 | Reebok     |
| 2007–2010 | Umbro      |
| 2010–2013 | Macron     |
| 2013–2014 | adidas     |
| seit 2015 | Umbro      |

## Hymne
Die Vereinshymne ist I’m Forever Blowing Bubbles, dessen Refrain auch von den Fans im Stadion gesungen wird.
I’m forever blowing bubbles, pretty bubbles in the air

They fly so high, nearly reach the sky

Then like my dreams they fade and die

Fortune’s always hiding, I’ve looked everywhere

I’m forever blowing bubbles, pretty bubbles in the air

United! United!
Die Cockney Rejects haben 1980 eine Punk-Rock-Version der Hymne aufgenommen.

## Fans
Die wohl stärkste Rivalität fühlen die Anhänger West Hams gegenüber dem FC Millwall, der im Süden Londons beheimatet ist und ebenfalls aus einer Werft entstand. Diese Rivalität wurde beim Ligapokalspiel im Upton Park am 25. August 2009 (Endstand 3:1 n. V.) seit langem wieder öffentlich ausgetragen: Es kam zu den schwersten Ausschreitungen seit Jahren im englischen Fußball, bei denen ein Mann bei einer Messerstecherei verletzt wurde.
Darüber hinaus bestehen Rivalitäten auch zu anderen Londoner Vereinen, besonders gegenüber Chelsea, was auf die schon lange andauernde Rivalität zwischen dem East End und dem im Allgemeinen besser situierten Westen der Stadt zurückzuführen ist.
Der Film Hooligans (im englischen Original Green Street) bezieht sich auf West Ham United und deren Hooligan-Gruppierung Inter City Firm (im Film heißt sie Green Street Elite) sowie ihre Rivalität zu den Hooligans des FC Millwall.
Ebenso beschäftigen sich die Filme Cass – Legend of a Hooligan und Footsoldier mit der gewalttätigen Welt der Inter City Firm.